# (16587) Nagamori
(16587) Nagamori est un astéroïde de la ceinture principale.

## Description
(16587) Nagamori est un astéroïde de la ceinture principale. Il fut découvert le 21 septembre 1992 à Kitami par Kin Endate et Kazuro Watanabe. Il présente une orbite caractérisée par un demi-grand axe de 2,57 UA, une excentricité de 0,28 et une inclinaison de 12,9° par rapport à l'écliptique.

## Compléments